# Mabel di Bellême
Mabel di Bellême in francese: Mabile de Bellême (... – Bures (Orne), 2 dicembre 1079) fu signora di Bellême e d'Alençon, viscontessa consorte di Hiesmois, consorte del signore di Montgommery, dal 1052 circa e contessa consorte di Shrewsbury, dal 1074 alla sua morte.

## Origine
Secondo il monaco cristiano e scrittore, normanno, Guglielmo di Jumièges, nel suo Historiae Normannorum scriptores antiqui, Mabel era figlia Signore di Bellême e signore d'Alençon, Guglielmo II e di Hildeburga, figlia del visconte del Maine, Arnolfo (Hildeburgem quippe filiam Arnulfi).
Secondo il Extrait de la Chronique Manuscrite de Normandie, Guglielmo era il figlio quartogenito del Signore di Bellême e d'Alençon, Guglielmo I e di Matilde di Condé-sur-Noireau, pare discendente da Ganelone.

## Biografia

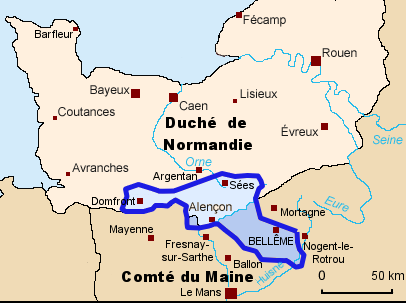
Signorie di Bellême e d'Alençon

Guglielmo di Jumièges descrive suo padre, Guglielmo Talvas come un individuo crudele e protervo, tanto che la sua prima moglie ( la madre di Mabel), Hildeburga, timorata di Dio, non approvava il comportamento del marito, e Guglielmo la detestava fortemente; e, un giorno che lei si era recata in chiesa a lamentarsi del marito, Guglielmo la fece prontamente strangolare per la strada da due suoi tirapiedi (a duobus parasitis in via feci eam subitò strangulari).
Subito dopo, suo padre, Guglielmo Talvas, si sposò in seconde nozze, ed il monaco e cronista inglese, Orderico Vitale, riporta che Guglielmo invitò alle sue nozze un valente cavaliere, temuto dai nemici ed amato dagli amici, Guglielmo di Giroie, che senza sospettare nulla accettò, ma per ordine di Guglielmo Talvas fu accecato, evirato e gli furono tagliate le orecchie.
In seguito a questi avvenimenti, suo fratello, Arnolfo, esautorò suo padre, Guglielmo Talvas, e lo espulse dalle signorie; anche Guglielmo di Jumièges riporta quest'ultimo avvenimento, attribuendolo al fatto che cercò di riappacificarsi con la famiglia di Guglielmo di Giroie.
Durante l'esilio suo padre, Guglielmo Talvas, fece sposare Mabel e ottenne asilo da proprio genero Ruggero II di Montgomery. Il matrimonio viene confermato anche dal monaco e cronista inglese, Orderico Vitale: il marito, Ruggero II di Montgomery, visconte di Hiesmois e signore di Montgommery, sempre secondo Guglielmo di Jumièges, era figlio del visconte di Hiesmois e signore di Montgommery, Ruggero I e, come conferma la Chronica Albrici Monachi Trium Fontium di Iosselina, figlia di Seufria, sorella della contessa di Rouen e marchesa di Normandia, Gunnora.
Suo fratello, Arnolfo, governò per poco, in quanto fu trovato nel suo letto strangolato, sembrerebbe da un suo fratellastro, Oliviero (ab Olivaro germano suo).
Dopo la morte di Arnolfo, suo padre, Guglielmo Talvas, rientrò nei suoi possedimenti.
Non si conosce l'anno esatto della morte di suo padre, Guglielmo Talvas, che lasciò tutti i suoi domini a Mabel ed al genero.
Orderico Vitale ci descrive Mabel come una donna forte e mondana, scaltra, garrula e molto crudele (potens et sæcularis, callida et loquax, nimiumque crudelis).
Sempre Orderico Vitale la indica come avvelenatrice, nel 1064, del cognato, Gilberto, l'unico fratello del marito ancora in vita.
Secondo il documento n° 1 del Cartulaire de Marmoutier pour le Perche, tra il 1070 ed il 1079, Mabel col marito, Ruggero ed il figlio, Roberto donarono una proprietà alla chiesa di Notre-Dame de Bellême.
La famiglia di Guglielmo di Giroie era caduta in disgrazia ed alcuni loro possedimenti, sempre secondo Orderico Vitale, erano stati occupati dal marito di Mabel, Ruggero II, che li tenne per 26 anni, riportando altresì che sinché Mabel fu in vita, avendo in odio i fondatori (i Giroie) di un monastero li continuò a molestare; infine questa donna, definita crudele e sanguinaria che aveva portato molti nobili alla povertà obbligandoli a mendicare all'estero, trovò il suo giustiziere: Ugo d'Igé (dove sorgeva un castello che i Bellême avevano sottratto ai Giroie). Mabel fu uccisa il 2 dicembre 1079, da Ugo, che, assieme a tre fratelli, si introdusse nel castello di Bures (vicino a Caen), e la decapitò, mentre lei si rilassava nel letto dopo aver fatto un bagno. Gli assassini di Mabel fuggirono nel Ducato di Puglia. Il corpo di Mabel fu portato a Troarn, dove fu sepolto 3 giorni dopo (il 5 dicembre), nel convento della città.
Dopo la morte di Mabel, le sue signorie furono governate dal marito, Ruggero II, che, in seconde nozze sposò Adelaide di Breteuil.

## Figli
Mabel a Ruggero II diede 10 figli:
- Roberto[10][19] (1052 - 1130 circa), III conte di Shrewsbury e conte d'Alençon[20]
- Ugo[10][21] († 1098), II conte di Shrewsbury. Morì combattendo contro Magnus III di Norvegia
- Ruggero detto di Poitou[10][22] (1058 - fra il 1122 e il 1140), conte de La Marche[20]
- Filippo[10][23] († 1099) durante l'assedio di Antiochia durante la Prima crociata, come ci conferma Orderico Vitale[24]
- Arnolfo di Montgomery[10][25] (1068 circa - dal 1118 al 1122), che governò la contea di Pembroke, senza ottenerne il titolo, bandito dall'Inghilterra, nel 1102, si sposò in Scozia[26]
- Aimeria[27][28] (1050 circa - † 1100) che sposò Warin di Metz[29]
- Emma[10][30] († 1113) badessa di Almenêches, come conferma Orderico Vitale[20]
- Matilda[10][31] († 1085) che sposò Roberto, conte de Mortain e conte di Cornovaglia, fratellastro uterino di Guglielmo il conquistatore[20]
- Mabel[10] († dopo il 1132) che sposò Gervasio, signore di Châteauneuf-en-Thymerais[20]
- Sibilla[10][32] (1058 circa - † 1107 circa) che sposò Robert Fitzhamon, signore di Creully[20].

Erano nipoti di Guerino di Domfront; Mabel di Bellême che sposa Ruggero di Montgommery-Mongomery (la figlia Aimeria sposa Werinus di Metz capostipite della famiglia nobile Fitz-Warin), Margherita di Navarra (che sposa Guglielmo I discendente della famiglia Altavilla-Guarino cancelliere), Stefano di Perche (1140-1169), fu arcivescovo di Palermo e cancelliere di Sicilia.

### Fonti primarie
- (LA)  Monumenta Germanica Historica, tomus XXIII.
- (LA)  Cartulaire de Marmoutier pour le Perche.
- (FR)  Recueil des historiens des Gaules et de la France. Tome 11.
- (LA)  Historiae Normannorum scriptores antiqui.
- (LA)  Historia Ecclesiastica, tomus II.
- (LA)  Historia Ecclesiastica, tomus III.
- (LA)  Ordericus Vitalis, Historia Ecclesiastica, vol. unicum.

### Letteratura storiografica
- (EN)  The Annals of Inisfallen (Dublin).